# Trèo cây núi đá miền Đông
Trèo cây núi đá miền Đông, còn gọi là Trèo cây Ba Tư, tên khoa học Sitta tephronota, là một loài chim trong họ Sittidae.
Loài này được tìm thấy ở Afghanistan, Armenia, Azerbaijan, Gruzia, Ấn Độ, Iran, Iraq, Kazakhstan, Pakistan, Nga, Tajikistan, Thổ Nhĩ Kỳ, và Turkmenistan.